# Zamarada excavata
Zamarada excavata är en fjärilsart som beskrevs av Bethune-Baker 1913. Zamarada excavata ingår i släktet Zamarada och familjen mätare. Inga underarter finns listade i Catalogue of Life.